# 漳州八宝印泥
八宝印泥是中国福建漳州所产的一种印泥，属于漳州三宝之一，创始于清康熙十二年（1673年）。创始人魏长安，原先经营药店，店内制作的八宝药膏造价昂贵，几乎无人问津。魏长安爱好书画，一次偶然用药膏做印泥，发现颜色非常鲜艳，于是他在药膏的基础上制成“八宝印泥”。2008年入选第二批国家级非物质文化遗产代表性项目名录。